# Palden Thondup Namgyal
Palden Thondup Namgyal (Gangtok, Reino de Sikkim 23 de mayo de 1923–Nueva York, Estados Unidos 29 de enero de 1982) fue el 12.º y último Chogyal del Reino de Sikkim.

## Biografía
Namgyal nació el 23 de mayo de 1923 en el Palacio Real, Parque Ridge, Gangtok (Sikkim).
A los seis años, se convirtió en estudiante en el convento de  San José en Kalimpong, pero tuvo que rescindir sus estudios debido a ataques de malaria. De edad ocho a once estudió bajo su tío, Rimpoche Lhatsun, para ser ordenado monje budista; fue posteriormente reconocido como el reencarnado dirigente de ambos monasterios Phodong y Rumtek. Más tarde continuó sus estudios en la universidad de San José en Darjeeling y finalmente se graduó en la Escuela de Algodón del Obispo en Shimla, en 1941. Sus planes para estudiar ciencia en Cambridge se discontinuaron cuando su hermano mayor, el príncipe de corona, un miembro de la Fuerza de Aire india murió en un accidente aéreo en 1941.
Namgyal sirvió como asesor de asuntos internos para su padre, el Tashi Namgyal, el 11.º Chogyal, y dirigió el equipo de negociar que estableció la relación de Sikkim a India después de independizarse en 1949. Se casó con Samyo Kushoe Sangideki en 1950, una hija de una familia tibetana importante de Lhasa, y juntos tuvieron dos hijos y una hija. Samyo Kushoe Sangideki murió en 1957.

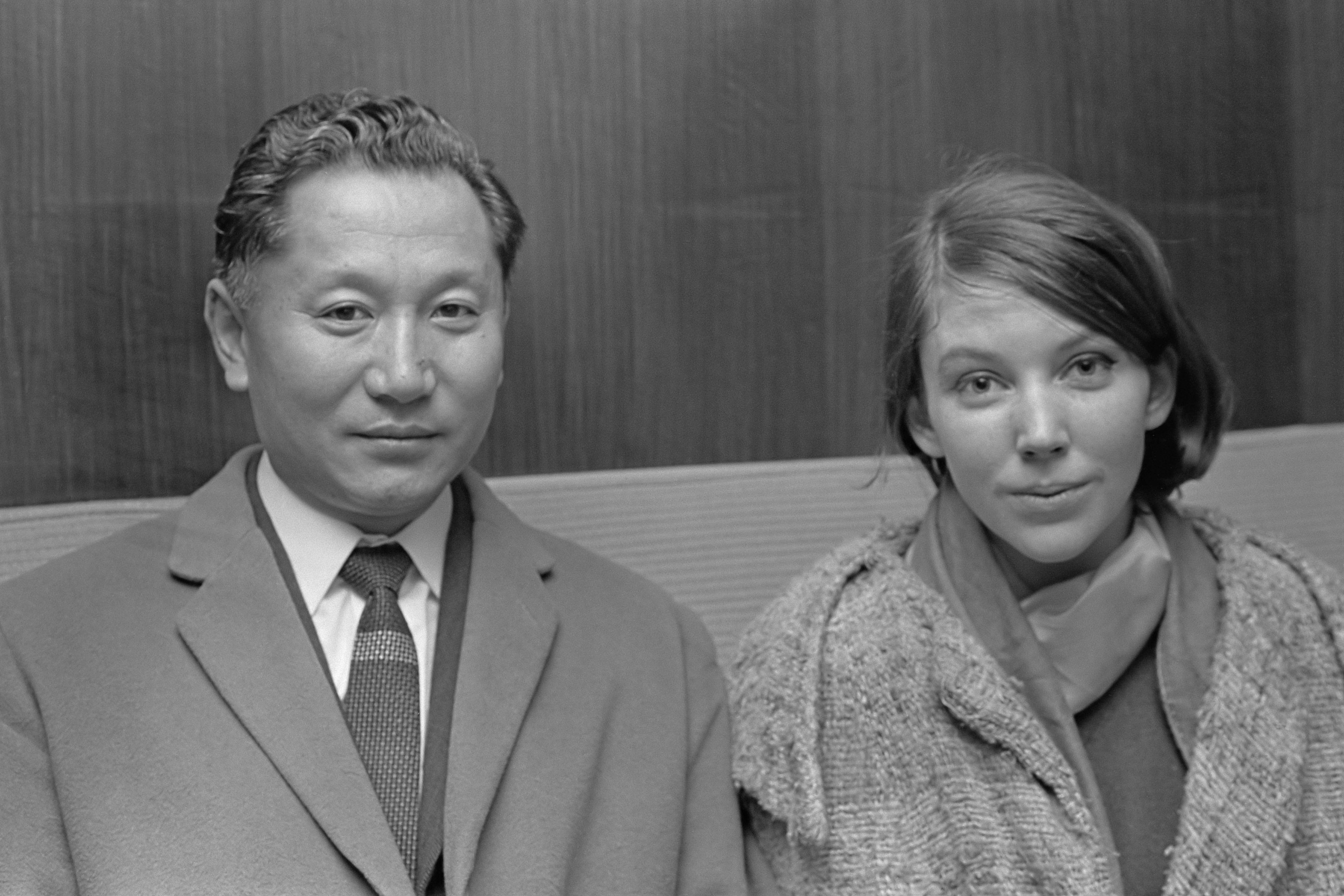
Rey y Reina de Sikkim (1966).

En 1963, Namgyal se casó con Hope Cooke, una mujer de alta sociedad, de veintidós años de la Ciudad de Nueva York, EE. UU.; una graduada de la Universidad de Sarah Lawrence en Yonkers en el estado de Nueva York. El matrimonio trajo la atención global de los medios a Sikkim. La pareja, tuvo dos niños, se divorciaron en 1980.
Poco después del matrimonio de Namgyal, su padre murió y fue coronado el nuevo Chogyal en una fecha favorable (por razones astrológicas) en 1965. En 1975, como resultado de un referéndum, Sikkim se convirtió en estado de la India y la monarquía fue abolida. Él se opuso al referéndum y la anexión a India.
Namgyal fue un operador radiofónico aficionado, señal de llamada AC3PT, y fue altamente buscado después de contacto en las ondas. En el Callbook (el directorio estaciones de radio de señales de llamada) international, enumeró su dirección como: P.T. Namgyal, El Palacio, Gangtok, Sikkim.
Palden murió de cáncer en El Conmemorativo Sloan Kettering Centro de Cáncer en la Ciudad de Nueva York, en los Estados Unidos el 29 de enero de 1982.
A su muerte, unos 31 miembros de la Asamblea Legislativa Estatal ofrecieron khadas al Chogyal como gesto de respeto.
Fue el fundador del Orden de la Joya Preciosa del Corazón de Sikkim en septiembre de 1972.

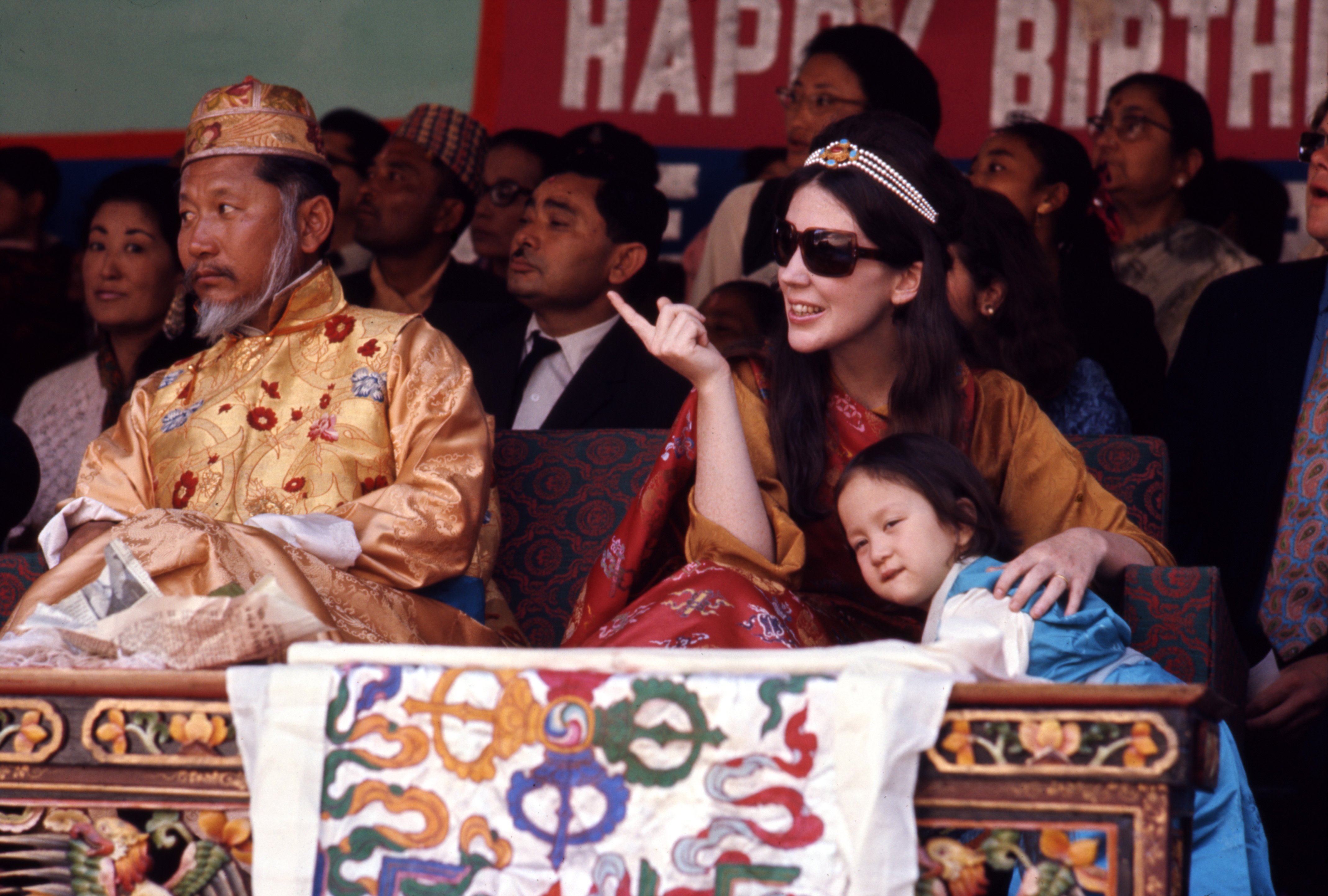
Rey y Reina de Sikkim y su hija observan las celebraciones de cumpleaños, Gangtok, Sikkim en mayo de 1971.

## Legado
Namgyal formó un "modelo estado asiático" donde el índice de alfabetización y los ingresos per cápita eran dos veces más altas que de Nepal, Bután e India.
Su primer hijo, el príncipe de corona anterior Tenzing Kunzang Jigme Namgyal, murió en un accidente automovilístico en 1978. Su segundo hijo de su primer matrimonio, Tobgyal Wangchuk Tenzing Namgyal, fue nombrado el 13.º Chogyal, pero la posición ya no confiere cualquier autoridad oficial.

## Títulos
- 1923–1941: Príncipe Palden Thondup Namgyal.
- 1941–1947: Maharajkumar Sri Panch Palden Thondup Namgyal.
- 1947–1954: Maharajkumar Sri Panch Palden Thondup Namgyal, OBE.
- 1954–1963: Maharajkumar Padma Bhushan Sri Panch Palden Thondup Namgyal, OBE.
- 1963–1965: Su Alteza Muwong Chogyal Padma Bhushan Sri Panch Chempo Palden Thondup Namgyal, Maharaja Chogyal de Sikkim, OBE.
- 1965–1982: Importante-Su Alteza General Muwong Chogyal Padma Bhushan Sri Panch Chempo Palden Thondup Namgyal, Maharaja Chogyal de Sikkim, OBE.

## Honores
- Orden de la Joya Preciosa del Corazón de Sikkim (Fundador), septiembre 1972
- Orden del Imperio británico (OBE), 1 enero 1947
- Padma Bhushan, 22 febrero 1954[8]
- Medalla de Independencia india, 1947
- Orden de la Estrella Negra (Commandeur), 1956
- Rey Mahendra Medalla de Investidura, 2 mayo 1956
- Rey Jigme Singye Medalla de Investidura, 2 junio 1974[9]
- Rey Birendra Medalla de Investidura, 24 febrero 1975